# Clifford Whittingham Beers
Clifford Whittingham Beers (1876-1943), författare till A Mind that Found Itself (1908). 
Clifford Beers föddes i den privilegierade klassen i New Haven, Connecticut och tog examen vid Yale varefter han gjorde karriär som affärsman. Han drabbades därefter av depressioner och paranoia, och vårdades på mentalsjukhus efter ett misslyckat självmordsförsök. Sina erfarenheter från den psykiatriska vården samlade han i boken A Mind that Found Itself som publicerades 1908. Boken blev ett policydokument för den mentalhygieniska rörelsen i USA. Efter första världskrigets slut översattes boken till flera europeiska språk, dock aldrig till svenska. Inte förrän 2013 kom boken ut i svensk översättning; Ett förnuft som tog sig självt till fånga – En självbiografi. 
Samma år boken publicerades grundade Beers Connecticut Society for Mental Hygiene, och året därefter National Committee for Mental Hygiene. 1931 hade rörelsen vunnit global spridning, och han grundade då International Congress for Mental Hygiene.
Clifford Beers väckte en enorm debatt om synen på psykiskt sjuka, och vården av de som mådde psykiskt dåligt. Han beskrev vården från en vårdtagares perspektiv, och sade att sjuka människor inte behandlades som människor, att vården inbegrep misshandel av både psykisk och fysisk art.